# Ялевский, Владлен Данилович
Владлен Данилович Ялевский (29 мая 1926, Житомир — 10 декабря 2005) — организатор и руководитель угольной отрасли Кузбасса. Герой Социалистического Труда. Доктор технических наук (1988), действительный член Академии горных наук.

## Биография
Владлен Ялевский родился 29 мая 1926 в городе Житомир Украинской ССР. Отец, Даниил Борисович Ялевский, — управляющий трестом «Молотовуголь».
Окончил Московский горный институт (сегодня — Горный институт НИТУ «МИСиС») в 1947 г. Горный инженер-электромеханик. Трудовую деятельность начал в 1947 году начальником участка шахты № 2 Канского рудоуправления комбината «Востсибуголь» (пос. Ирша Красноярского края). С 1948 по 1949 — начальник вентиляции шахты № 2, в 1949 — начальник проходки шахты № 7-8 Гусиноозерского рудоуправления комбината «Востсибуголь», г. Гусиноозерск Бурятской АССР. С 1949 по 1950 работал в Эстонии начальником участка шахты в г. Кохтла-Ярве. С 1950 — в Кузбассе. Начал свою работу в Ленинск-Кузнецком, где был помощником, заместителем главного инженера шахты имени 7 ноября, начальником стройуправления треста «Ленинуголь». В 1955—1957 — начальник Грамотеинского угольного разреза; 1957—1961 — начальник шахты «Полысаевская-3» треста «Ленинуголь» комбината «Кузбассуголь»; 1961—1963 — управляющий трестом «Ленинскшахтострой» комбината «Кузбассшахтострой». С 1963 работал в Новокузнецке. До 1978 года — начальник (директор) шахты «Зыряновская» треста «Куйбышевуголь», 1978—1985 — генеральный директор производственного объединения по добыче угля «Южкузбассуголь». С 1985 — начальник Всесоюзного промышленного объединения «Кузбассуголь». 1987—1989 — генеральный директор ГПО «Кузбассуглепром».
С 1989 года занимался научно-исследовательской работой, являлся главным научным сотрудником института угля Сибирского отделения Российской академии наук, одновременно с 1994 — директор института «Кузбассконверсуголь». Избирался депутатом Верховного Совета РСФСР XI созыва, депутатом Кемеровского областного совета депутатов трудящихся XII—XIV созывов, членом Кемеровского обкома КПСС.

## Награды
- За большой вклад в развитие угольной промышленности Кузбасса, достижение высоких производственных показателей 30 марта 1971 года присвоено звание Героя Социалистического Труда[1].
- Орден Ленина, медали «За доблестный труд», «За особый вклад в развитие Кузбасса» III и II степени.
- Знак «Шахтёрская слава»,
- Знак «Шахтёрская доблесть».
- Заслуженный шахтёр РФ.
- Лауреат премии Совета Министров СССР (1984), почётный гражданин Кемеровской области.